# Kassandra Potsi
Kassandra Potsi (* 12. Januar 2008 in Velbert) ist eine deutsche Fußballspielerin, die seit Juli 2018 der SGS Essen und seit Januar 2024 dem Kader der Bundesligamannschaft angehört.

## Karriere

### Vereine
Potsi – noch Schülerin – begann als Straßenfußballerin, bevor sie in die männliche Jugendabteilung des SC Velbert gelangte. Von 2018 bis 2024 durchlief sie die Altersklassen in der Jugendabteilung der SGS Essen. Für die B-Jugendmannschaft bestritt sie 2023 – saisonübergreifend – insgesamt elf Punktspiele in der Staffel West/Südwest der B-Juniorinnen-Bundesliga, in denen ihr drei Tore gelangen.
Im Januar 2024 rückte sie in die erste Mannschaft auf und erhielt ihren ersten Profivertrag. Ihr Pflichtspieldebüt gab sie am 29. Januar 2024 (11. Spieltag) bei der 1:3-Niederlage im Bundesligaheimspiel gegen den VfL Wolfsburg.

### Auswahl-/Nationalmannschaft
Als Spielerin der Auswahlmannschaft des Fußballverbandes Niederrhein kam sie im Jahr 2022 in vier und im Jahr 2023 in drei Spielen im Turnier um den DFB-Länderpokal an der Sportschule Wedau in Duisburg zum Einsatz.
Für den DFB bestritt sie drei Länderspiele für die U15- und sieben für die U16-Nationalmannschaft, für die ihr jeweils ein Tor gelang. Am 6. November 2024 gab sie ihr Debüt in der U17-Nationalmannschaft, die das erste Spiel in der Gruppe 2 der ersten EM-Qualifikationsrunde  gegen die U17-Nationalmannschaft Bosnien-Herzegowinas mit 1:0 gewann.